# Флоранс Говен
Флоранс Говен (фр. Florence Gauvain; нар. 25 березня 1962) — колишня французька тенісистка.
Найвищу одиночну позицію світового рейтингу — 297 місце досягла 11 вересня 1989, парну — 520 місце — 6 листопада 1989 року.

## Фінали ITF

### Одиночний розряд: 1 (0–1)
| Результат | Ранг | Дата           | Турнір         | Покриття | Суперниця     | Рахунок  |
| --------- | ---- | -------------- | -------------- | -------- | ------------- | -------- |
| Поразка   | 1.   | 20 серпня 1989 | Ребек, Бельгія | Ґрунт    | Сандра Беґейн | 4–6, 1–6 |